# Lanesund och Överby
Lanesund och Överby – miejscowość (tätort) w Szwecji, w regionie administracyjnym (län) Västra Götaland, w gminie Uddevalla.
Według danych Szwedzkiego Urzędu Statystycznego liczba ludności wyniosła: 461 (31 grudnia 2015), 530 (31 grudnia 2018) i 549 (31 grudnia 2019).